# Rongotea Creek
Der Rongotea Creek ist ein Bach auf Chatham Island, östlich von Neuseeland gelegen.

## Geographie
Der Rongotea Creek entspringt einem Feuchtgebiet im Nordwesten der Hauptinsel der Chatham Islands, rund 830 m östlich des Hay's Monument und rund 3,5 km östlich des Te Raki Point, dem westlichsten Punkt der Insel. Der Bach fließt zunächst noch Norden, um dann in einem 90°-Links-Bogen sich nach Westen auszurichten, wo der Bach in der Te Raki Bay in den Pazifischen Ozean mündet. Die Gesamtlänge des Baches beträgt 3,2 km.